# Pécsi középkori egyetem

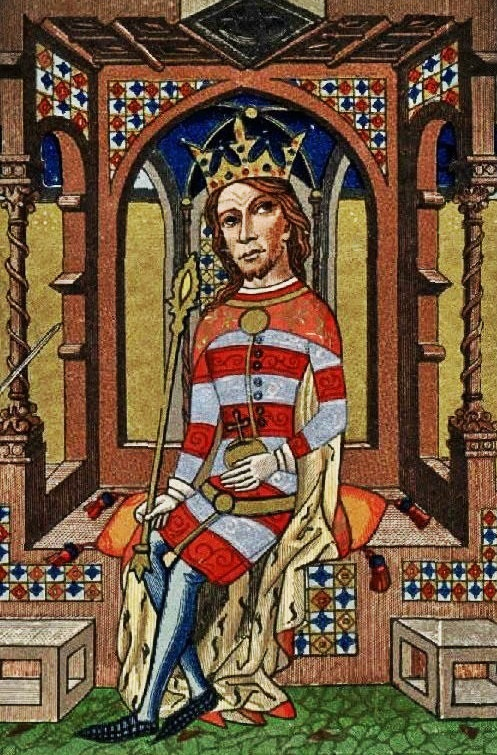
Nagy Lajos magyar király a püspöki székvárosban, Pécsett egyetem létrehozását kezdeményezte 1367-ben.

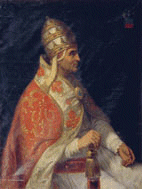
Nagy Lajos király kérésére az intézmény működéséhez Boldog V. Orbán pápa adott engedélyt pápai bullájában

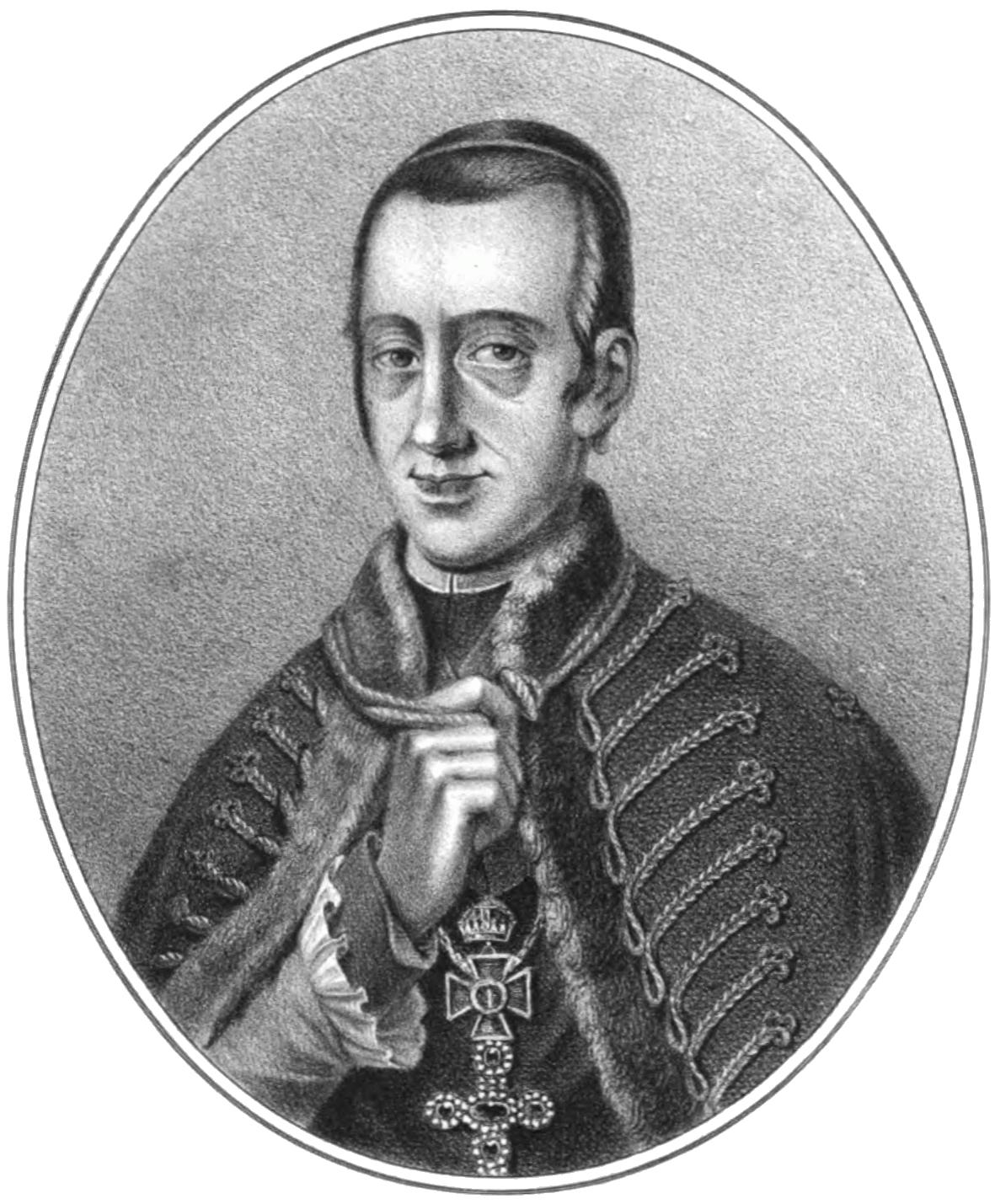
Négyesi báró Szepesy Ignácz, pécsi püspök, aki 1833-ban Pécsett megalapította a kétkarú (bölcsészeti és jogi) líceumot (Pécsi Püspöki Lyceum), amelynek 1830-ra, saját költségén épületet emeltetett a Kisiskola utcában (ma Szepesy utca 3.).

A pécsi középkori egyetem Magyarország legelső egyeteme (latinul: studium generale), amelyet I. Lajos király alapított Pécsett 1367-ben. A mindössze néhány évtizeden át működött egyetem kapcsán nagyon kevés írásos dokumentum maradt fenn. Összesen négy tanár és hét diák neve ismert, akik közül három diák neve például egy halálos kimenetelű összecsapás ügyében keletkezett íratból ismeretes. A négy általános középkori fakultásból (artes (bölcseleti), jogi, orvosi, teológiai) csak az artes és a (kánon)jogi fakultás létezett bizonyíthatóan Pécsett. Az orvosira volt engedély, de nem valószínű, hogy valaha is létezett. A pápa a teológia kar felállítását nem engedélyezte.
A második magyar egyetem, az Óbudai Egyetem alapításakor (1395) a pécsi egyetem feltételezhetően már nem működött.

## Története
A pécsi középkori studium generale történetéről nagyon kevés ismerettel rendelkezünk, ugyanis a török uralom (1543–1686) és a két keresztény ostrom (1664, 1686) alatt a középkori dokumentumok többsége megsemmisült. Hét pécsi diák neve ismert, akik neve egy halálos kimenetelű összecsapás ügyében keletkezett íratból maradtak fenn (1400). A térség első három egyeteme – a prága (1348), a krakkói (1364) és a bécsi (1365) – után a szentszék eljárás részeként formálisan Nagy Lajos alapította a pécsi egyetemet, 1367-ben. A magyar király kérésére az intézmény működéséhez Boldog V. Orbán pápa adott engedélyt pápai bullájában. Az egyetem igazi szellemi atyja a Rajna-vidék-Pfalz területéről származó a korabeli pécsi püspök, Koppenbachi Vilmos (Wilhelm von Koppenbach) volt, aki egyházi hivatala (1361–1374) mellett királyi kápolnaispán és titkos kancellár volt, Nagy Lajos egyik fontos diplomatája és bizalmi embere. Az intézményt az egyházjog és a latin nyelv megfelelő tanítására szánták elsősorban, így a kor magyar diákjainak nem kellett ezután külföldre utazniuk az egyetemi szintű képzéshez.
A tanárok és a diákok létszámáról sincsenek pontos ismeretek. A tudósok a Pécsett oktató professzorok számát tíz főre becsülik, amelyből mindössze négy ismert név szerint. Közülük a legnevesebb a bolognai származású Galvano Bethini de Bononia volt, kora egyik jelentős kánonjogásza, aki 1372–1374 között tartózkodott Pécsett. Az egyetem második, és utolsó kancellárja Alsáni Bálint pécsi püspök (későbbi bíboros) volt (1374–1408). Az egyetem alapvetően kötődött Vilmos püspök személyéhez, halála után hanyatlani kezdett, majd megszűnt valamikor 1390 körül, szinte biztosan nem működött már az Óbudai Egyetem alapításakor, 1395-ben. A modern Pécsi Tudományegyetem nem a középkori egyetem jogutódja, csak szellemi örökségről beszélhetünk. A városban egyetemi szintű képzés ezután nem létezett a 20. század elejéig, a neves és színvonalas káptalani iskola azonban továbbra is fennmaradt.
A pécsi középkori egyetem feltételezett épületét 1978–1998 között tárta fel két (G. Sándor Mária és Gerő Győző) régész a püspökvárban, az Aranyos Mária-kápolnától keletre, a pécsi székesegyház közvetlen közelében, annak északi oldalán. Az épület meghatározása vitatott, sok kutató nem ért egyet azzal, hogy az épületben működött volna a középkori studium generale. 2015-ben az helyreállított épületben állandó egyetemtörténeti kiállítást nyílt meg, jelentős középkori gótikus szobrászati emlékekkel.

## A pécsi püspökvár a középkorban

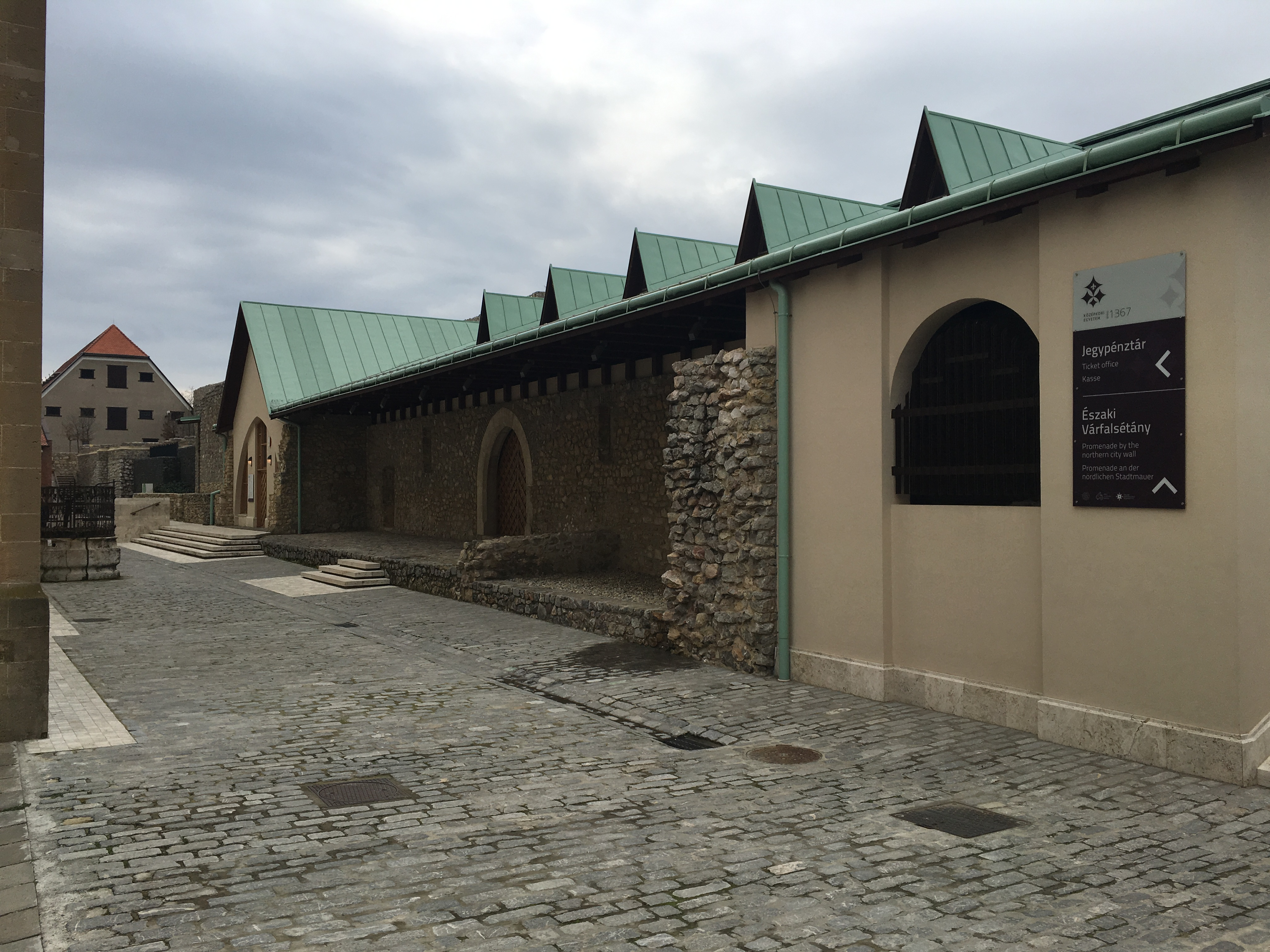
Az egyetem feltételezett épületének déli oldala

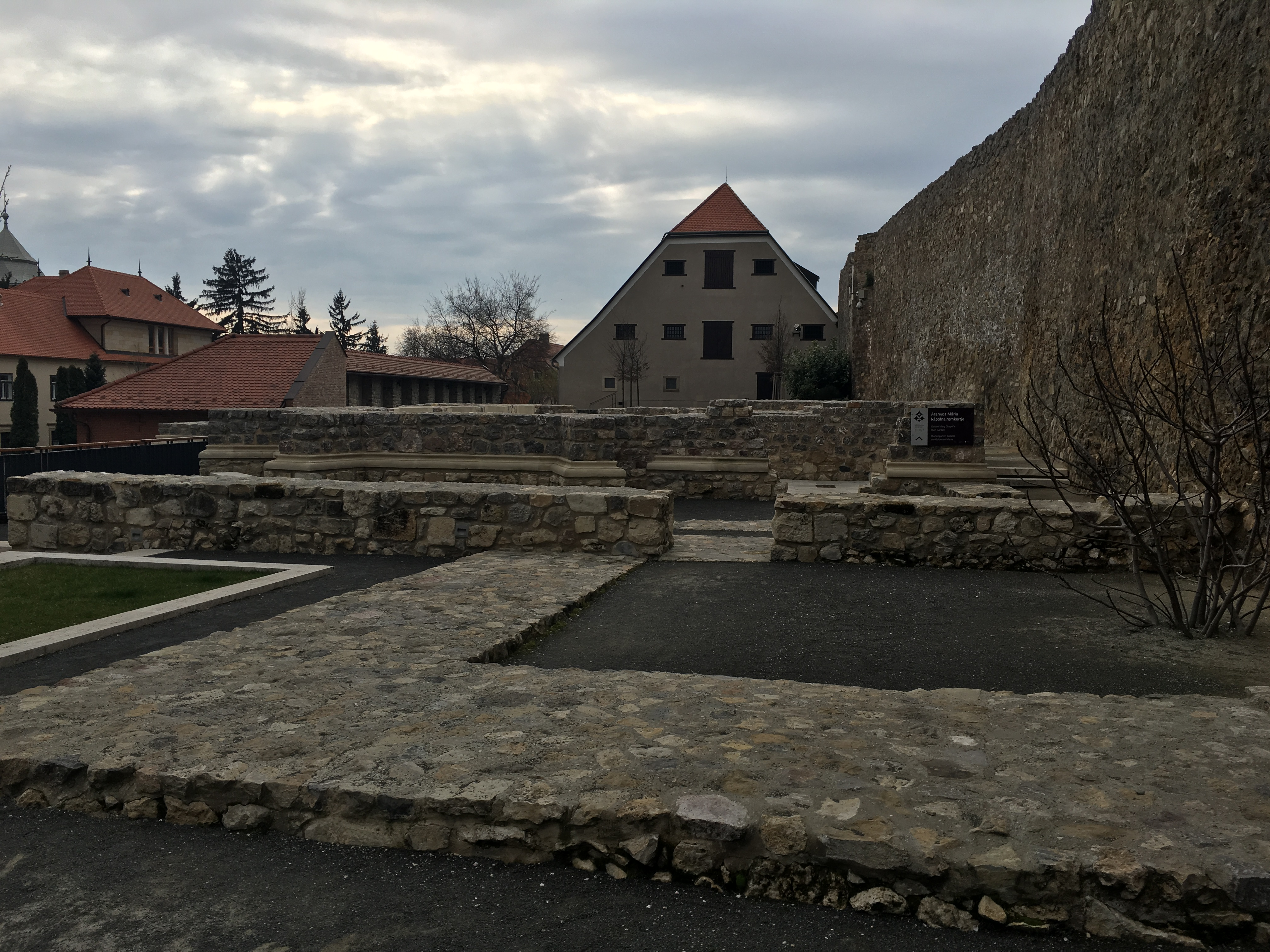
Az Aranyos Mária kápolna romjai mögött a Magtár épülete látható

A pécsi középkori egyetem története összeforr a pécsi egyházmegye és a püspökvár történetével. Az egyetemi oktatás elsősorban a püspökvár területén fekvő egyházi épületekben lehettek. A pécsi püspökséget I. István magyar király alapította 1009-ben, akinek az unokaöccse, Péter király építtette az első pécsi székesegyházat. Az épület és a környező püspöki épületek 1064-ben tűzvészben leégtek. Ezután épült Mór püspök hathatós közbenjárása mellett az épület, amelyet ma középkori egyetem ként mutatnak be. Az 1242-es tatárjárás pusztításai után Jób püspök kőfalat épített a püspökvár köré. A belső vár építése során a 14. században átalakítják a püspöki palotát is, amit egyes kutatók az épület funkcióváltása kapcsán a középkori egyetemhez kapcsolnak feltételesen. Ernuszt Zsigmond püspök (1473–1505) idején a külső várfal tornyokat kapott. A török hódítás alapjában véve nem tett akkora károkat a középkori püspökvárban, mint a keresztények két ostroma 1664-ben és 1686-ban. A 18–19. századi átépítések további pusztításokat okoztak a középkori részletekben.

## Az Aranyos Mária-kápolna
A 12-13. században építették az Aranyos Mária-kápolna épületének elődjét, a püspöki palota közelében. A tudósok feltételezése szerint ez lehetett a palotakápolna. Az egyhajós épület padlóját vörös márvánnyal burkolták, amelyből egy rész ma is épen maradt. A templomot kerítés védte, tőle nyugatra pedig temetőt létesítettek. A régi palotakápolna helyére Neszmélyi Miklós püspök építtette fel az Aranyos Mária-kápolnát, 1355-ben. Az egyhajós új templom végében sokszög záródású szentély, déli oldalán négy, északi oldalán pedig három mellékkápolna kapott helyet. A püspököt 1360-ban a templom apszisába temették. Utódja, az egyetemalapító Koppenbachi Vilmos püspök sírja a főoltár mellé került.
A kápolna feltárásakor került elő az ország egyik legfontosabb gótikus szoborlelet-együttese, amelyek között csupán nagyméretű torzók és töredékek maradtak fenn. A szoborleletek Nagy Lajos idejére datálhatók. A kápolna szintén jelentős emléke egy sírfedlap az 1510-es évekből, amelyen egy címer töredéke látható. Ennél még fontosabb emlék azonban a Mária-portré, amelyről a kápolna a nevét kapta. A török hódoltság idején az épületet elbontották, az ott talált szobrokat és freskókat megsemmisítették. Az épületből csupán az alapozás és kisebb töredékek maradtak fenn.

## Magtár látogatóközpont
Az Aranyos Mária-kápolnától nyugatra helyezkedik el a magtár épülete. Jelenleg információs szerepet tölt be, konferenciák, rendezvények, filmvetítések színhelye.